# Arnold Vinnius
Arnold Vinnius, född i januari 1588 i Monster vid Westland i Zuid-Holland, död 1 september 1657, var en nederländsk jurist.
Vinnius blev 1633 e.o. och 1636 ordinarie professor i romersk rätt vid universitetet i Leiden. Hans Commentarius academicus et forensis in Institutiones juris civilis justinianeas (1644; uppförd på Index librorum prohibitorum 1725) infördes av Johannes Loccenius i den svenska undervisningen.